# Hans Dietrich Marschall von Bieberstein
Hans Dietrich Marschall von Bieberstein (* 30. September 1643 in Hermsdorf; † 23. Oktober 1687 in Oberschmon) war sachsen-weißenfelsischer Kammerrat, Rittergutsbesitzer in Ober- und Niederschmon und in der Stadt Artern sowie im dazugehörigen Ritteburg.

## Leben
Er wurde als Sohn des Alexander Marschall von Bieberstein aus dem Geschlecht Marschall von Bieberstein und dessen Ehefrau Johanna Barbara, geb. von Milckau, geboren. 1649 gaben ihn seine Eltern zusammen mit seinem älteren Bruder Leonhard in die Obhut der Schwester des Vaters, Maria von Hartitzsch und deren Ehemann, Georg Ernst von Hartitzsch, wo beide Brüder zusammen mit dem Sohn der Tante erzogen wurden. 1650 wurde er vom kursächsischen Hofmarschall von Krahen in Dresden aufgenommen, wo er, zusammen mit den Söhnen des Hofmarschalls, sieben Jahre lang auf Kosten des sächsischen Kurfürsten Johann Georg I. privat unterrichtet wurde.
Es folgten drei Jahre wechselnder Ausbildungsorte, zunächst als Schüler der Landesschule in Grimma, sodann als Privatschüler wiederum bei seinen Verwandten von Hartitzsch, die mittlerweile auf Schloss Friedeburg bei Mansfeld lebten, und schließlich bei seiner Schwester und deren Ehemann, dem sachsen-merseburgischen Geheimrat Georg Heinrich von Luckowin. Etwa 1660 wurde er vom Herzog Bernhard von Sachsen-Weimar als Page aufgenommen, trat jedoch schon ein Jahr später als Kammerjunker in die Dienste des Landgrafen Friedrich von Hessen-Homburg.
Anfang 1664 trat er in Kriegsdienste von Kaiser Leopold I., um am Ungarnfeldzug teilzunehmen, wurde jedoch, in Böhmen angekommen, von Herzog August von Sachsen-Weißenfels zur Rückkehr in die Heimat veranlasst und als Kornett in dessen Militärdienste aufgenommen, ein halbes Jahr darauf jedoch schon wegen des im August 1664 erfolgten Friedensschlusses wieder entlassen. Stattdessen trat er in braunschweig-lüneburgische Dienste, zunächst als Kornett und später als Oberleutnant, wobei er an mehreren Feldzügen, u. a. in Holland (1668), teilnahm. Unmittelbar vor dem Einsatz in Holland heiratete er am 26. März 1668 in Halle seine Cousine Anna Magdalena von Hartitzsch, mit der er elf Kinder hatte. Nach Rückkehr aus Holland trat er als Kammerjunker in die zivilen Dienste des Herzogs von Sachsen-Weißenfels. 1670 erwarb er die Rittergüter zu Ober- und Niederschmon bei Querfurt. Zur gleichen Zeit trat er – wie sein älterer Bruder Alexander Haubold Marschall von Bieberstein – in die Fruchtbringende Gesellschaft ein, wo er den Beinamen Der Anfrischende führte.
1671 übernahm er wieder eine militärische Aufgabe, diesmal als Rittmeister einer sachsen-weißenfelsischen Leibkompanie. Er nahm an der Belagerung von Groningen teil. 1675 wurde er Hofmeister der Herzogin Johanna Magdalena von Sachsen-Altenburg und im darauffolgenden Jahr auch der Hofmeister des Herzogs Johann Adolph I. von Sachsen-Weißenfels.
Am 6. Juli 1680 erfolgte seine Bestallung zum Wirklichen Kammerrat des Herzogs von Sachsen-Weißenfels. Am 17. September 1681 heiratete er zum zweiten Mal, diesmal in Creupa Armgard von Hahn, Tochter von Christian Wilhelm von Hahn auf Seeburg, mit der er vier Kinder hatte. 1683 wurde er auf eigenen Wunsch aus Altersgründen ehrenhaft aus dem Staatsdienst entlassen und zog sich auf seine Besitzungen in Schmon zurück.
Am 13. August 1687 kaufte er von seinem Bruder Alexander Haubold Marschall von Bieberstein dessen Rittergut in der Altstadt von Artern, den später sogenannten Unterhof, zu dem auch das Gut Ritteburg gehörte. Zwei Monate später starb er am 23. Oktober 1687 in Oberschmon. Seine vier unmündige Kinder mussten die verschuldeten Güter Artern und Ritteburg am 10. April 1688 an Hans Christoph von Trebra verkaufen.
Er wurde am 27. Oktober 1687 feierlich in der Kirche in Schmon beigesetzt. Die dabei gehaltene Leichenpredigt erschien in Druck.